# تونس في الألعاب الأولمبية الصيفية 1992
شاركت تونس في دورة الألعاب الأولمبية الصيفية في برشلونة في سنة 1992 في إسبانيا من 25 يوليو إلى 9 أغسطس 1992. وهذا هو الظهور رقم 8 لتونس في دورة الألعاب الأولمبية الصيفية.

## وصلات خارجية
- الموقع الرسمي اللجنة الوطنية الأولمبية التونسية.
- تونس في الموقع الرسمي لجنة الأولمبية الدولية.